# (1644) Rafita
(1644) Rafita – planetoida z pasa głównego asteroid okrążająca Słońce w ciągu 4 lat i 28 dni w średniej odległości 2,55 au. Została odkryta 16 grudnia 1935 roku w obserwatorium w Madrycie przez Rafaela Carrasco. Nazwa planetoidy pochodzi od imienia najmłodszego syna odkrywcy. Przed nadaniem nazwy planetoida nosiła oznaczenie tymczasowe (1644) 1935 YA.